# Сакаев, Вячеслав Викторович
Вячеслав Викторович Сакаев (род. 12 января 1988, Новосибирск) — российский легкоатлет (бег на 400 метров с барьерами), чемпион и призёр чемпионатов России, мастер спорта России международного класса. Родился и проживает в Новосибирске. Выпускник Сибирского государственного университета путей сообщения. С 2012 года член сборной команды страны. Участвовал в Олимпийских играх 2012 года в Лондоне.

## Спортивные результаты
- Чемпионат России по лёгкой атлетике 2006 года —  (Эстафета 4×400 метров);
- Чемпионат мира по лёгкой атлетике среди юниоров 2006 года —  (Эстафета 4×400 метров);
- Чемпионат Европы по лёгкой атлетике среди юниоров 2007 года — ;
- Чемпионат России по лёгкой атлетике 2009 года —  (Эстафета 400+300+200+100 м);
- Чемпионат России по лёгкой атлетике 2011 года — ;
- Чемпионат России по лёгкой атлетике 2012 года — ;
- Чемпионат России по лёгкой атлетике 2013 года —  (Эстафета 4×400 метров);
- Чемпионат России по лёгкой атлетике 2014 года —  (Эстафета 400+300+200+100 м);

На летних Олимпийских играх 2012 года не попал в полуфинальный забег и выбыл из дальнейшей борьбы.
С июля 2021 года является тренером по общей физической подготовке клуба «СКА-Нефтяник» (Хабаровск).